# Batalla de Boroughbridge
La batalla de Boroughbridge se libró el 16 de marzo de 1322 cerca de dicha localidad en el noroeste de York (Inglaterra) entre un grupo de barones rebeldes y el Eduardo II de Inglaterra. La culminación de un largo período de antagonismo entre el rey y Tomás Plantagenet, conde de Lancaster, su súbdito más poderoso, resultó en la derrota y ejecución de Lancaster. Esto permitió a Eduardo II restablecer la autoridad real y mantenerse en el poder durante casi cinco años más.
Aunque no forma parte de las Guerras de Independencia de Escocia, la batalla es significativa por el empleo de tácticas aprendidas en las guerras escocesas en un conflicto interno inglés. Tanto el uso extensivo de soldados de a pie en lugar de la caballería como el fuerte impacto causado por el arco largo representaron pasos significativos en el desarrollo militar.

## Batalla
Cuando Thomas, el conde de lancaster llegó a la ciudad de Boroughbridge, Harclay un veterano de las guerras de escocia, leal a Eduardo II ya estaba en posesión del puente sobre el río. Las fuerzas rebeldes probablemente no contaron con más de 700 caballeros y hombres de armas contra los 4.000 o más soldados del ejército real. Lancaster inicialmente trató de negociar, pero Harclay no se dejó convencer. Dado que no había un lugar alternativo realista para cruzar el río y con las fuerzas reales persiguiéndolos desde el sur, los rebeldes no tuvieron más remedio que luchar. La batalla que siguió fue breve y unilateral.
Harclay había desplegado a sus hombres a pie para defender el puente desde el lado norte. Se colocaron fuerzas adicionales en un vado cercano, aunque las fuentes contemporáneas no especifican la ubicación exacta de este vado. Los piqueros reales se desplegaron en formación de schiltron, una táctica aprendida de los escoceses en las guerras escocesas. La formación resultó eficaz contra la caballería que se aproximaba. Los rebeldes se dividieron en dos columnas; uno dirigido por Hereford y Roger de Clifford, atacando el puente a pie, el otro bajo Lancaster, tratando de cruzar el vado a caballo. Según una descripción gráfica en la crónica del Brut, Hereford fue asesinado cuando cruzaba el puente por un piquero que se escondía debajo, quien clavó su lanza en el ano del conde. Clifford también resultó gravemente herido y esa columna del ejército cayó en desorden. Al grupo de Lancaster le fue un poco mejor; bajo un intenso fuego de tiro con arco, su caballería fue aislada antes de que llegara al vado y se vio obligada a retirarse. Este evento muestra un uso efectivo temprano, si no completamente novedoso, del arco largo contra la caballería, una táctica que se convertiría en el centro del futuro éxito militar inglés.
Lancaster negoció una tregua con Harclay y se retiró a la ciudad. Durante la noche desertó un gran número de rebeldes, y al día siguiente llegó desde el sur el sheriff de York con fuerzas adicionales. Lancaster, ahora muy superado en número y sin posibilidad de retirarse, no tuvo más remedio que rendirse a Harclay.

## Consecuencias

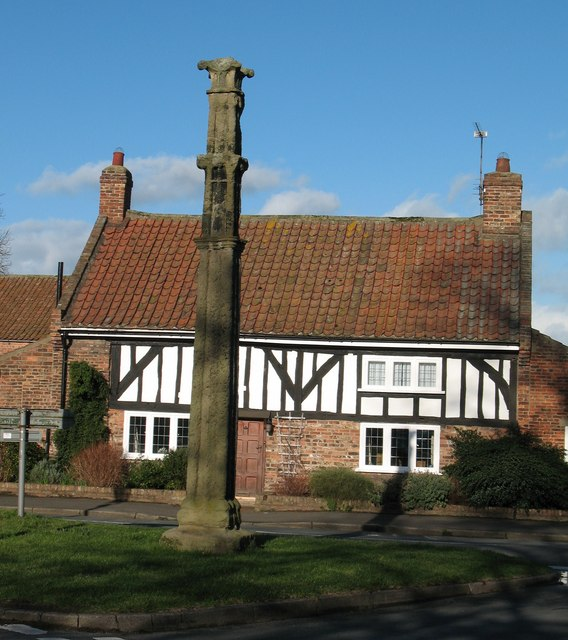
Monumento a la batalla.

Thomas de Lancaster fue llevado al castillo de Pontefract, que para entonces había caído en manos del rey. Allí fue sometido a lo que fue poco más que un juicio espectáculo y, frente a una reunión de condes y barones, fue sentenciado a muerte. El 22 de marzo de 1322 lo sacaron del castillo y lo decapitaron frente a una multitud que lo abucheaba. Posteriormente surgió un culto en torno a la persona del difunto conde como mártir e incluso como posible santo. Lancaster no había mostrado signos de piedad extraordinaria ni otras habilidades personales durante su vida y el culto ha sido interpretado como una reacción al reinado incompetente y opresivo de Eduardo II.
También fueron ejecutados unos treinta de los seguidores de Lancaster, entre ellos Clifford y el barón John Mowbray. Clifford fue colgado de la Torre de Clifford en York, que ahora lleva su nombre.
Andrew Harclay fue generosamente recompensado por su desempeño leal y competente en Boroughbridge. El 15 de marzo fue nombrado Conde de Carlisle y prometió tierras por valor de 1000 marcos anuales. Sin embargo, Harclay, que había rechazado las propuestas de Lancaster de unirse a la rebelión, no era un gran seguidor del rey. Como guardián de las marcas escocesas, se sintió cada vez más frustrado con la ociosidad del rey y, finalmente, negoció un tratado de paz con los escoceses. Esta acción por parte de Harclay equivalió a traición y, a principios de 1323, fue apresado por los hombres del rey y ahorcado, descuartizado.
En 1327, Eduardo II fue depuesto y su hijo, Eduardo III, lo sucedió.